# Václav Furmánek
Václav Furmánek (Ostrava-Vítkovice, 1942. május 1. –) szlovák régész.

## Élete
1964-ben végzett a brünni Masaryk Egyetemen. 1964 óta a nyitrai Régészeti Intézet munkatársa. 1998-ban az Intézet igazgatóhelyettese lett. 1996-2002 között a tudományos tanács elnöke, az SzTA tudományos tanácsának tagja.
1997-től a nagyszombati Cirill és Metód Egyetemen oktat, 2006-tól az akadémiai szenátus elnöke.
Elsősorban őskorral és népszerűsítéssel foglalkozik.
A Szlovák Régészeti Társaság tagja, illetve a Német Régészeti Intézet levelező tagja.

## Elismerései
- 1991 A SzTA díja a tudomány népszerűsítéséért
- 1991 Az év könyve díj
- 1997 Az SzTA Ľudovít Štúr tiszteletbeli ezüstplakettje
- 2002 Az SzTA Ľudovít Štúr tiszteletbeli aranyplakettje
- 2003 A Szlovák Köztársaság elnökének érme
- 2004 A Pamiatky a Múzeá díja
- 2006, 2007 Az Irodalmi Alap elismerése

## Művei
- 1979 Svedectvo bronzového veku. Bratislava
- 1980 Die Anhänger in der Slowakei. München
- 1985 Počiatky odievania na Slovensku. Bratislava (tsz. Karol Pieta)
- 1990 Radzovce. Osada ľudu popolnicových polí. Bratislava
- 1991 Slovensko v dobe bronzovej. Bratislava (tsz. Ladislav Veliačik-Jozef Vladár)
- 1991 Dejiny dávnovekého Slovenska. Bratislava
- 1996 Našli sa v Detve pamiatky otomanskej kultúry? Študijné zvesti 32.
- 1998 Osobitosti sídliska tellového typu vo Včelinciach. Slovenská archeológia XLVI-2, 205-224. (tsz. Klára Marková)
- 1999 Die Bronzezeit im slowakischen Raum. Rahden/Westf.
- 2002/2003 L'eta d'oro dei Carpazi. Fiorano Modenese/Legnago
- 2004 Zlatý vek v Karpatoch. Nitra
- 2005/2006 Slovacchia – crocevia delle civilta Europee. Nitra-Firenze/Nitra-Roma
- 2006 Die Sicheln in der Slowakei. Stuttgart
- 2008 Včelince. Archív dávnej minulosti. Nitra (tsz. K. Marková)
- 2019 Rohatý bronzový závesok typu Včelince. Gemer-Malohont 15.